# SV Innsbruck
Der Sportverein Innsbruck, kurz SVI, ist ein österreichischer Fußballverein aus der Landeshauptstadt Innsbruck in Tirol, er entstammt dem Fußball Innsbruck. Er  gilt als der älteste Fußballklub Westösterreichs.
SV Innsbruck ist neben ATV Innsbruck, FC Germania Innsbruck, FC Rapid Innsbruck, FC Veldidena Innsbruck  und FC Wacker Innsbruck, einer jener Vereine, die den Gauverband Tirol, den Vorläufer des Tiroler Fußballverbandes, 1919 gründeten.

## Gründung
Am 10. April 1905 wurde in Innsbruck der Fußballverein Fußball Innsbruck gegründet.
Nach dem Ende des Ersten Weltkrieges wurde am 28. Februar 1919 eine Generalversammlung abgehalten, auf der die Namensänderung – nachdem die Gründung einer Leichtathletiksektion beschlossen wurde – auf Sportverein Innsbruck (SVI) erfolgte.
Im Jahr 1920 erfolgte der geschlossene Beitritt der SV Innsbruck-Mitglieder zum Innsbrucker Turnverein (ITV). Sie spielten fortan unter dem Namen Sportabteilung des ITV.

## Männerfußball
1905–1938: Anfangsjahre und bis zum Zweiten Weltkrieg
| 1905–1938 | 1905–1938                               | 1905–1938                               | 1905–1938                               | 1905–1938                               | 1905–1938                               | 1905–1938                               | 1905–1938                               |
| Saison | Platz (Teiln.)                          | Sp                                      | S                                       | U                                       | N                                       | Tore                                    | Pkt.                                    |
| Turnier | Turnier                                 | Turnier                                 | Turnier                                 | Turnier                                 | Turnier                                 | Turnier                                 | Turnier                                 |
| --- | --------------------------------------- | --------------------------------------- | --------------------------------------- | --------------------------------------- | --------------------------------------- | --------------------------------------- | --------------------------------------- |
| 1909 (1) | Fußball Innsbruck – FC Lustenau 3:2     | Fußball Innsbruck – FC Lustenau 3:2     | Fußball Innsbruck – FC Lustenau 3:2     | Fußball Innsbruck – FC Lustenau 3:2     | Fußball Innsbruck – FC Lustenau 3:2     | Fußball Innsbruck – FC Lustenau 3:2     | Fußball Innsbruck – FC Lustenau 3:2     |
| 1910 | nicht teilgenommen                      | nicht teilgenommen                      | nicht teilgenommen                      | nicht teilgenommen                      | nicht teilgenommen                      | nicht teilgenommen                      | nicht teilgenommen                      |
| Qualifikation für Tiroler A-Liga 1920/21 |                                         |                                         |                                         |                                         |                                         |                                         |                                         |
| 1919/20 (2) | 2 Teams vom Innsbrucker SV qualifiziert | 2 Teams vom Innsbrucker SV qualifiziert | 2 Teams vom Innsbrucker SV qualifiziert | 2 Teams vom Innsbrucker SV qualifiziert | 2 Teams vom Innsbrucker SV qualifiziert | 2 Teams vom Innsbrucker SV qualifiziert | 2 Teams vom Innsbrucker SV qualifiziert |
| Tiroler A-Klasse |                                         |                                         |                                         |                                         |                                         |                                         |                                         |
| 1920/21 | 01. (5)                                 | 08                                      | 07                                      | 01                                      | 0                                       | 31:7                                    | 13                                      |
| 1922 (3) | 01. (4)                                 | 03                                      | 03                                      | 0                                       | 0                                       | 7:0                                     | 06                                      |
| 1922/23 (4) | 01. (4)                                 | 06                                      | 06                                      | 0                                       | 0                                       | 22:5                                    | 12                                      |
| 1923/24 | 01. (4)                                 | 06                                      | 05                                      | 01                                      | 0                                       | 29:9                                    | 11                                      |
| 1924/25 | 01. (5)                                 | 08                                      | 07                                      | 01                                      | 0                                       | 30:6                                    | 15                                      |
| 1925/26 | 01. (5)                                 | 08                                      | 07                                      | 01                                      | 0                                       | 25:7                                    | 15                                      |
| 1927 | 04. (4)                                 | 06                                      | 01                                      | 01                                      | 03                                      | 12:25                                   | 03                                      |
| 1928 | 05. (6)                                 | 10                                      | 03                                      | 0                                       | 07                                      | 24:37                                   | 06                                      |
| 1928/29 | 04. (5)                                 | 08                                      | 04                                      | 0                                       | 04                                      | 20:26                                   | 08                                      |
| 1929/30 | 04. (4)                                 | 06                                      | 0                                       | 01                                      | 05                                      | 05:19                                   | 01                                      |
| 1930/31 | 05. (7)                                 | 12                                      | 05                                      | 02                                      | 05                                      | 24:30                                   | 12                                      |
| 1931/32 | keine vollständigen Daten               | keine vollständigen Daten               | keine vollständigen Daten               | keine vollständigen Daten               | keine vollständigen Daten               | keine vollständigen Daten               | keine vollständigen Daten               |
| 1932/33 | 06. (7)                                 | 12                                      | 04                                      | 01                                      | 07                                      | 12:21                                   | 09                                      |
| 1933/34 | keine vollständigen Daten               | keine vollständigen Daten               | keine vollständigen Daten               | keine vollständigen Daten               | keine vollständigen Daten               | keine vollständigen Daten               | keine vollständigen Daten               |
| 1934/35 | 06. (7)                                 | 12                                      | 01                                      | 02                                      | 09                                      | 21:47                                   | 04                                      |
| 1935/36 | 05. (7)                                 | 12                                      | 02                                      | 03                                      | 07                                      | 14:32                                   | 07                                      |
| 1936/37 | 06. (7)                                 | 12                                      | 03                                      | 01                                      | 08                                      | 17:39                                   | 07                                      |
| 1937/38 | 03. (4)                                 | 12                                      | 04                                      | 0                                       | 08                                      | 26:42                                   | 08                                      |
| Legende |                                         |                                         |                                         |                                         |                                         |                                         |                                         |
| | Tiroler Meister bzw. Aufstieg           |                                         |                                         |                                         |                                         |                                         |                                         |
| (1) 1909: Unter dem Namen Fußball Innsbruck tritt der SV Innsbruck an einem Turnier in Vorarlberg an. (2) 1919/20: Fußball Innsbruck benannte sich in Innsbrucker SV um. (3) 1922: Der Innsbruck SV tritt als Innsbrucker Turnverein (ITV) an. (4) 1922/23: Ab nun spielt der Verein unter dem Namen SV Innsbruck. |                                         |                                         |                                         |                                         |                                         |                                         |                                         |

1920/21 und in der einrundigen Meisterschaft 1922 holte die Sportabteilung des ITV den Meistertitel. Durch die immer mehr in den Vordergrund tretenden Spannungen, hervorgerufen durch das Bestehen des Deutschen Turnerbundes auf den Arierparagraphen, erfolgte der geschlossene Austritt der Fußballer aus dem ITV, und die Umbenennung in Sportverein Innsbruck, unter dessen Namen der Verein wieder ab 3. Dezember 1922 auftrat. In den Spielsaisonen von 1922/23 bis 1926/27 gelang es der Kampfmannschaft, den Titel des Tiroler Meisters ohne Unterbrechung zu gewinnen.
1938–1945: Kriegsjahre
| 1938–1945                                                                                         | 1938–1945                     | 1938–1945                 | 1938–1945                 | 1938–1945                 | 1938–1945                 | 1938–1945                 | 1938–1945                 |
| Saison                                                                                            | Platz (Teiln.)                | Sp                        | S                         | U                         | N                         | Tore                      | Pkt.                      |
| Tiroler Kreisliga                                                                                 | Tiroler Kreisliga             | Tiroler Kreisliga         | Tiroler Kreisliga         | Tiroler Kreisliga         | Tiroler Kreisliga         | Tiroler Kreisliga         | Tiroler Kreisliga         |
| ------------------------------------------------------------------------------------------------- | ----------------------------- | ------------------------- | ------------------------- | ------------------------- | ------------------------- | ------------------------- | ------------------------- |
| 1938/39 K1 K2                                                                                     | 03. (7)                       | 09                        | 03                        | 02                        | 04                        | 21:15                     | 08                        |
| 1939/40 K2                                                                                        | Abbruch der Meisterschaft     | Abbruch der Meisterschaft | Abbruch der Meisterschaft | Abbruch der Meisterschaft | Abbruch der Meisterschaft | Abbruch der Meisterschaft | Abbruch der Meisterschaft |
| 1940/41 K2                                                                                        | 02. (6)                       | 06                        | 02                        | 01                        | 03                        | 22:15                     | 05                        |
| 1941/42 K2                                                                                        | 02. (5)                       | 07                        | 04                        | 0                         | 03                        | 27:15                     | 08                        |
| 1942/43 K2                                                                                        | 03. (4)                       | 03                        | 01                        | 0                         | 02                        | 06:15                     | 02                        |
| 1944                                                                                              | 01. (4)                       | 03                        | 03                        | 0                         | 0                         | 16:4                      | 06                        |
| 1945                                                                                              | nicht ausgetragen             | nicht ausgetragen         | nicht ausgetragen         | nicht ausgetragen         | nicht ausgetragen         | nicht ausgetragen         | nicht ausgetragen         |
| Legende                                                                                           |                               |                           |                           |                           |                           |                           |                           |
|                                                                                                   | Tiroler Meister bzw. Aufstieg |                           |                           |                           |                           |                           |                           |
| K1 Änderung des Meisterschaftsmodus und Umbenennung der Liga. K2 Meisterschaft wurde abgebrochen. |                               |                           |                           |                           |                           |                           |                           |

In der Kriegszeit wurde in Tirol sehr eingeschränkt Fußballmeisterschaften ausgetragen. In der Saison 1943/44 wurde der Tiroler Meistertitel gewonnen.
1945–1950: Nachkriegszeit
| 1945–1950                                                     | 1945–1950                     | 1945–1950        | 1945–1950        | 1945–1950        | 1945–1950        | 1945–1950        | 1945–1950        |
| Saison                                                        | Platz (Teiln.)                | Sp               | S                | U                | N                | Tore             | Pkt.             |
| Klasse Innsbruck                                              | Klasse Innsbruck              | Klasse Innsbruck | Klasse Innsbruck | Klasse Innsbruck | Klasse Innsbruck | Klasse Innsbruck | Klasse Innsbruck |
| ------------------------------------------------------------- | ----------------------------- | ---------------- | ---------------- | ---------------- | ---------------- | ---------------- | ---------------- |
| 1946 K1                                                       | 06. (6)                       | 05               | 0                | 01               | 04               | 11:20            | 01               |
| Tiroler Landesliga                                            |                               |                  |                  |                  |                  |                  |                  |
| 1946/47 K1                                                    | 01. (10)                      | 18               | 13               | 03               | 02               | 63:29            | 29               |
| 1947/48                                                       | 06. (10)                      | 18               | 08               | 01               | 09               | 41:40            | 17               |
| 1948/49                                                       | 03. (10)                      | 18               | 14               | 01               | 03               | 62:24            | 29               |
| 1949/50                                                       | 02. (8)                       | 14               | 10               | 01               | 03               | 47:30            | 21               |
| Legende                                                       |                               |                  |                  |                  |                  |                  |                  |
|                                                               | Tiroler Meister bzw. Aufstieg |                  |                  |                  |                  |                  |                  |
| K1 Änderung des Meisterschaftsmodus und Umbenennung der Liga. |                               |                  |                  |                  |                  |                  |                  |

In den folgenden Jahren wurde auf die Nachwuchsarbeit im Verein viel Wert gelegt und dies bescherte dem SV Innsbruck in den 1950er und frühen 1960er Jahren zahlreiche Titel bei Schüler- und Jugendmeisterschaften.
1950–1960: Zwischen Arlbergliga und Landesliga
| 1950–1960                                                     | 1950–1960                     | 1950–1960                 | 1950–1960                 | 1950–1960                 | 1950–1960                 | 1950–1960                 | 1950–1960                 |
| Saison                                                        | Platz (Teiln.)                | Sp                        | S                         | U                         | N                         | Tore                      | Pkt.                      |
| Arlbergliga                                                   | Arlbergliga                   | Arlbergliga               | Arlbergliga               | Arlbergliga               | Arlbergliga               | Arlbergliga               | Arlbergliga               |
| ------------------------------------------------------------- | ----------------------------- | ------------------------- | ------------------------- | ------------------------- | ------------------------- | ------------------------- | ------------------------- |
| 1950/51 K1                                                    | 11. (12)                      | 22                        | 06                        | 01                        | 15                        | 40:72                     | 13                        |
| Tiroler Landesliga                                            |                               |                           |                           |                           |                           |                           |                           |
| 1951/52                                                       | keine vollständigen Daten     | keine vollständigen Daten | keine vollständigen Daten | keine vollständigen Daten | keine vollständigen Daten | keine vollständigen Daten | keine vollständigen Daten |
| 1952/53                                                       | keine vollständigen Daten     | keine vollständigen Daten | keine vollständigen Daten | keine vollständigen Daten | keine vollständigen Daten | keine vollständigen Daten | keine vollständigen Daten |
| 1953/54                                                       | 01. (8)                       | 14                        | 10                        | 02                        | 02                        | 43:17                     | 22                        |
| Arlbergliga                                                   |                               |                           |                           |                           |                           |                           |                           |
| 1954/55                                                       | 05. (12)                      | 22                        | 10                        | 03                        | 09                        | 34:38                     | 23                        |
| 1955/56                                                       | 10. (12)                      | 22                        | 06                        | 04                        | 12                        | 43:69                     | 16                        |
| 1956/57                                                       | 11. (12)                      | 22                        | 04                        | 07                        | 11                        | 37:54                     | 15                        |
| Tiroler Landesliga                                            |                               |                           |                           |                           |                           |                           |                           |
| 1957/58                                                       | 02. (10)                      | 18                        | 11                        | 02                        | 05                        | 55:33                     | 24                        |
| 1958/59                                                       | keine vollständigen Daten     | keine vollständigen Daten | keine vollständigen Daten | keine vollständigen Daten | keine vollständigen Daten | keine vollständigen Daten | keine vollständigen Daten |
| 1959/60                                                       | keine vollständigen Daten     | keine vollständigen Daten | keine vollständigen Daten | keine vollständigen Daten | keine vollständigen Daten | keine vollständigen Daten | keine vollständigen Daten |
| Legende                                                       |                               |                           |                           |                           |                           |                           |                           |
|                                                               | Tiroler Meister bzw. Aufstieg |                           |                           |                           |                           |                           |                           |
|                                                               | Abstieg                       |                           |                           |                           |                           |                           |                           |
| K1 Änderung des Meisterschaftsmodus und Umbenennung der Liga. |                               |                           |                           |                           |                           |                           |                           |

In der Saison 1950/51 qualifizierte sich der SV Innsbruck für die neu gegründete Arlbergliga. Doch man stieg in dieser Saison und spielte drei Saisonen lang in der Tiroler Landesliga. 1954 gelang wieder der Aufstieg in die Arlbergliga, in der man die nächsten drei Jahre spielte, ehe man wiederum in die Tiroler Liga abstieg. Auch in dieser Zeit konzentrierte sich der Verein auf seinen Nachwuchs und dies bescherte dem Verein zahlreiche Titel bei den Schüler- und Jugendmeisterschaften.
1960–1974: Nachwuchsarbeit in der Regionalliga bis Gebietsliga
| 1960–1974                                                     | 1960–1974                     | 1960–1974                 | 1960–1974                 | 1960–1974                 | 1960–1974                 | 1960–1974                 | 1960–1974                 |
| Saison                                                        | Platz (Teiln.)                | Sp                        | S                         | U                         | N                         | Tore                      | Pkt.                      |
| Tiroler Landesliga                                            | Tiroler Landesliga            | Tiroler Landesliga        | Tiroler Landesliga        | Tiroler Landesliga        | Tiroler Landesliga        | Tiroler Landesliga        | Tiroler Landesliga        |
| ------------------------------------------------------------- | ----------------------------- | ------------------------- | ------------------------- | ------------------------- | ------------------------- | ------------------------- | ------------------------- |
| 1960/61 K1                                                    | 07. (12)                      | keine vollständigen Daten | keine vollständigen Daten | keine vollständigen Daten | keine vollständigen Daten | keine vollständigen Daten | keine vollständigen Daten |
| 1961/62                                                       | 01. (12)                      | keine vollständigen Daten | keine vollständigen Daten | keine vollständigen Daten | keine vollständigen Daten | keine vollständigen Daten | keine vollständigen Daten |
| Regionalliga West                                             |                               |                           |                           |                           |                           |                           |                           |
| 1962/63                                                       | 07. (12)                      | 22                        | 08                        | 06                        | 08                        | 30:25                     | 22                        |
| 1963/64                                                       | 09. (12)                      | 22                        | 06                        | 06                        | 10                        | 28:44                     | 18                        |
| 1964/65                                                       | 11. (12)                      | 22                        | 05                        | 06                        | 11                        | 33:54                     | 16                        |
| Tiroler Landesliga                                            |                               |                           |                           |                           |                           |                           |                           |
| 1965/66                                                       | 05. (12)                      | keine vollständigen Daten | keine vollständigen Daten | keine vollständigen Daten | keine vollständigen Daten | keine vollständigen Daten | keine vollständigen Daten |
| 1966/67                                                       | 03. (12)                      | keine vollständigen Daten | keine vollständigen Daten | keine vollständigen Daten | keine vollständigen Daten | keine vollständigen Daten | keine vollständigen Daten |
| 1967/68                                                       | 10. (12)                      | keine vollständigen Daten | keine vollständigen Daten | keine vollständigen Daten | keine vollständigen Daten | keine vollständigen Daten | keine vollständigen Daten |
| Tiroler Gebietsliga West                                      |                               |                           |                           |                           |                           |                           |                           |
| 1968/69                                                       | keine vollständige Daten      | keine vollständige Daten  | keine vollständige Daten  | keine vollständige Daten  | keine vollständige Daten  | keine vollständige Daten  | keine vollständige Daten  |
| Tiroler Landesliga                                            |                               |                           |                           |                           |                           |                           |                           |
| 1969/70                                                       | 04. (12)                      | keine vollständigen Daten | keine vollständigen Daten | keine vollständigen Daten | keine vollständigen Daten | keine vollständigen Daten | keine vollständigen Daten |
| 1970/71                                                       | 02. (12)                      | keine vollständigen Daten | keine vollständigen Daten | keine vollständigen Daten | keine vollständigen Daten | keine vollständigen Daten | keine vollständigen Daten |
| 1971/72                                                       | 01. (12)                      | keine vollständigen Daten | keine vollständigen Daten | keine vollständigen Daten | keine vollständigen Daten | keine vollständigen Daten | keine vollständigen Daten |
| Regionalliga West                                             |                               |                           |                           |                           |                           |                           |                           |
| 1972/73                                                       | 13. (14)                      | 26                        | 05                        | 11                        | 10                        | 27:28                     | 21                        |
| !keine vollständigen Daten!                                   |                               |                           |                           |                           |                           |                           |                           |
| 1973/74                                                       | keine vollständigen Daten     | keine vollständigen Daten | keine vollständigen Daten | keine vollständigen Daten | keine vollständigen Daten | keine vollständigen Daten | keine vollständigen Daten |
| Legende                                                       |                               |                           |                           |                           |                           |                           |                           |
|                                                               | Tiroler Meister bzw. Aufstieg |                           |                           |                           |                           |                           |                           |
|                                                               | Abstieg                       |                           |                           |                           |                           |                           |                           |
| K1 Änderung des Meisterschaftsmodus und Umbenennung der Liga. |                               |                           |                           |                           |                           |                           |                           |

Man konzentrierte sich in den 1960er Jahren weiter in die Nachwuchsarbeit und konnte viele Titel bei Schüler- und Jugendmeisterschaften erzielen
1974–1985: Spielgemeinschaft (ISK, ESV Austria Innsbruck)
| 1974–1985 | 1974–1985                     | 1974–1985                 | 1974–1985                 | 1974–1985                 | 1974–1985                 | 1974–1985                 | 1974–1985                 |
| Saison | Platz (Teiln.)                | Sp                        | S                         | U                         | N                         | Tore                      | Pkt.                      |
| --- | ----------------------------- | ------------------------- | ------------------------- | ------------------------- | ------------------------- | ------------------------- | ------------------------- |
| vgl. auch Innsbrucker SK, ESV Austria Innsbruck |                               |                           |                           |                           |                           |                           |                           |
| Tiroler Landesliga / Aufstiegsrelegation |                               |                           |                           |                           |                           |                           |                           |
| 1974/75 K1 (1) | 01. (12)                      | keine vollständigen Daten | keine vollständigen Daten | keine vollständigen Daten | keine vollständigen Daten | keine vollständigen Daten | keine vollständigen Daten |
| 1974/75 K1 (1) | 02. (4)                       | 02                        | 02                        | 02                        | 0                         | 9:3                       | 08                        |
| Tiroler Landesliga |                               |                           |                           |                           |                           |                           |                           |
| 1975/76 | 05. (12)                      | keine vollständigen Daten | keine vollständigen Daten | keine vollständigen Daten | keine vollständigen Daten | keine vollständigen Daten | keine vollständigen Daten |
| 1976/77 (2) | 04. (12)                      | keine vollständigen Daten | keine vollständigen Daten | keine vollständigen Daten | keine vollständigen Daten | keine vollständigen Daten | keine vollständigen Daten |
| Alpenliga |                               |                           |                           |                           |                           |                           |                           |
| 1977/78 K1 | 11. (14)                      | 26                        | 05                        | 11                        | 10                        | 30:43                     | 21                        |
| 1978/79 | 01. (14)                      | 26                        | 17                        | 06                        | 03                        | 53:22                     | 40                        |
| 2. Division |                               |                           |                           |                           |                           |                           |                           |
| 1979/80 | 03. (16)                      | 30                        | 14                        | 09                        | 07                        | 48:27                     | 37                        |
| 1980/81 | 04. (16)                      | 30                        | 13                        | 10                        | 07                        | 40:25                     | 36                        |
| 1981/82 (3) | 10. (16)                      | 30                        | 07                        | 11                        | 12                        | 30:36                     | 25                        |
| !keine vollständigen Daten! |                               |                           |                           |                           |                           |                           |                           |
| 1982/83 | keine vollständigen Daten     | keine vollständigen Daten | keine vollständigen Daten | keine vollständigen Daten | keine vollständigen Daten | keine vollständigen Daten | keine vollständigen Daten |
| 1983/84 | keine vollständigen Daten     | keine vollständigen Daten | keine vollständigen Daten | keine vollständigen Daten | keine vollständigen Daten | keine vollständigen Daten | keine vollständigen Daten |
| 1984/85 | keine vollständigen Daten     | keine vollständigen Daten | keine vollständigen Daten | keine vollständigen Daten | keine vollständigen Daten | keine vollständigen Daten | keine vollständigen Daten |
| Legende |                               |                           |                           |                           |                           |                           |                           |
| | Tiroler Meister bzw. Aufstieg |                           |                           |                           |                           |                           |                           |
| | Abstieg                       |                           |                           |                           |                           |                           |                           |
| K1 Änderung des Meisterschaftsmodus und Umbenennung der Liga. (1) 1974/75: SV Innsbruck bildet mit dem Innsbrucker SK eine Spielgemeinschaft und spielte auch unter dem Namen SPG Innsbruck. (2) 1976/77: Der ESK Innsbruck tritt der Spielgemeinschaft bei und sie spielte unter dem Namen SPG RAIKA Innsbruck. (3) 1981/82: Die Spielgemeinschaft löste sich auf. |                               |                           |                           |                           |                           |                           |                           |

In den Jahren 1972 und 1974 wurde der Sportverein nach ein paar wechselhaften Spielsaisonen erneut Tiroler Meister und stieg in die Regionalliga West auf. Aufgrund finanzieller und sportlicher Belastungen beschloss man, eine Spielgemeinschaft mit dem ISK (Innsbrucker Sportklub) einzugehen. Diese Fußballehe bezog sich jedoch nur auf die Kampfmannschaften und man spielte unter dem Namen SPG Innsbruck.
1976 trat der ESV Austria Innsbruck der Spielgemeinschaft bei, daraufhin wurde der Vereinsname unter Einbeziehung des Hauptsponsors in SPG Raika Innsbruck umbenannt.
In dieser Konstellation folgte für die Spielgemeinschaft in der Saison 1978/79 der Titel in der Alpenliga und die Qualifikation für die 2. Division der Bundesliga. Dort errang man im ersten Jahr den 3. Platz, im nächsten Jahr spielte man gegen SSW Innsbruck im Lokalderby ein 1:1-Remis vor 14.000 Zuschauern; die SPG Raika Innsbruck belegte schlussendlich den 4. Tabellenplatz.
Im Sommer 1980 wurde investiert und Spieler verpflichtet (Dietmar Constantini, Günther Caha, Wolfgang Schwarz, im Herbst auch noch Hans Pirkner und Peter Koncilia), mit denen sich der Verein eine Leistungssteigerung erwartete, um im Aufstiegskampf mitzumischen. Nachdem das große Ziel – der Aufstieg in die höchste Spielklasse – klar verfehlt wurde, folgte im Jahr 1982 die Auflösung der Spielgemeinschaft und der Zerfall in die einzelnen Trägervereine.
1985–1995: Zwischen 1. Klasse und Tiroler Liga
| 1985–1995                                                     | 1985–1995                 | 1985–1995                 | 1985–1995                 | 1985–1995                 | 1985–1995                 | 1985–1995                 | 1985–1995                 |
| Saison                                                        | Platz (Teiln.)            | Sp                        | S                         | U                         | N                         | Tore                      | Pkt.                      |
| 1. Klasse West                                                | 1. Klasse West            | 1. Klasse West            | 1. Klasse West            | 1. Klasse West            | 1. Klasse West            | 1. Klasse West            | 1. Klasse West            |
| ------------------------------------------------------------- | ------------------------- | ------------------------- | ------------------------- | ------------------------- | ------------------------- | ------------------------- | ------------------------- |
| 1985/86 K1                                                    | 01.                       | keine vollständigen Daten | keine vollständigen Daten | keine vollständigen Daten | keine vollständigen Daten | keine vollständigen Daten | keine vollständigen Daten |
| Gebietsliga West                                              |                           |                           |                           |                           |                           |                           |                           |
| 1986/87                                                       | keine vollständigen Daten | keine vollständigen Daten | keine vollständigen Daten | keine vollständigen Daten | keine vollständigen Daten | keine vollständigen Daten | keine vollständigen Daten |
| 1987/88                                                       | 01.                       | keine vollständigen Daten | keine vollständigen Daten | keine vollständigen Daten | keine vollständigen Daten | keine vollständigen Daten | keine vollständigen Daten |
| Landesliga West                                               |                           |                           |                           |                           |                           |                           |                           |
| 1988/89                                                       | 01. (12)                  | 22                        | 14                        | 05                        | 03                        | 54:23                     | 33                        |
| Tiroler Liga                                                  |                           |                           |                           |                           |                           |                           |                           |
| 1989/90                                                       | 02. (14)                  | 26                        | 14                        | 04                        | 08                        | 53:36                     | 32                        |
| 1990/91                                                       | 05. (14)                  | 26                        | 12                        | 06                        | 08                        | 44:26                     | 30                        |
| 1991/92                                                       | 06. (14)                  | 26                        | 13                        | 04                        | 09                        | 41:31                     | 40                        |
| Regionalliga Tirol                                            |                           |                           |                           |                           |                           |                           |                           |
| 1992/93 K1                                                    | 07. (14)                  | 26                        | 10                        | 06                        | 10                        | 47:42                     | 26                        |
| 1993/94                                                       | 06. (14)                  | 26                        | 11                        | 06                        | 09                        | 32:30                     | 28                        |
| 1994/95                                                       | 10. (14)                  | 26                        | 09                        | 05                        | 12                        | 32:48                     | 23                        |
| Legende                                                       |                           |                           |                           |                           |                           |                           |                           |
|                                                               | Aufstieg                  |                           |                           |                           |                           |                           |                           |
| K1 Änderung des Meisterschaftsmodus und Umbenennung der Liga. |                           |                           |                           |                           |                           |                           |                           |

Beim SV Innsbruck entschied man sich für einen Neubeginn und startete in der kommenden Saison in der 1. Klasse West. In den darauffolgenden Jahren gelang dem Sportverein der Ligadurchmarsch mit dem Meistertiteln in der 1. Klasse West (1985/86), Gebietsliga West (1987/88) und der Landesliga West 1988/89. In der Spielsaison 1989/90 spielte der SV Innsbruck wieder in der Tiroler Liga und erreichte sensationell den Vizemeistertitel.
1995–2008: Tiroler Liga und Landesliga
| 1995–2008                                                                                                 | 1995–2008          | 1995–2008          | 1995–2008          | 1995–2008          | 1995–2008          | 1995–2008          | 1995–2008          |
| Saison | Platz (Teiln.)     | Sp                 | S                  | U                  | N                  | Tore               | Pkt.               |
| Regionalliga Tirol                                                                                        | Regionalliga Tirol | Regionalliga Tirol | Regionalliga Tirol | Regionalliga Tirol | Regionalliga Tirol | Regionalliga Tirol | Regionalliga Tirol |
| --- | ------------------ | ------------------ | ------------------ | ------------------ | ------------------ | ------------------ | ------------------ |
| 1995/96 K1                                                                                                | 10. (15)           | 28                 | 11                 | 02                 | 15                 | 46:67              | 35                 |
| Tiroler Liga                                                                                              |                    |                    |                    |                    |                    |                    |                    |
| 1996/97 K2                                                                                                | 13. (16)           | 30                 | 07                 | 07                 | 16                 | 30:49              | 28                 |
| 1997/98                                                                                                   | 15. (16)           | 30                 | 05                 | 08                 | 17                 | 39:65              | 29                 |
| 1998/99                                                                                                   | 06. (16)           | 30                 | 14                 | 05                 | 11                 | 52:50              | 47                 |
| 1999/2000                                                                                                 | 15. (16)           | 30                 | 07                 | 09                 | 14                 | 45:56              | 30                 |
| 2000/01                                                                                                   | 10. (16)           | 30                 | 11                 | 07                 | 12                 | 36:55              | 40                 |
| 2001/02                                                                                                   | 07. (16)           | 30                 | 13                 | 05                 | 12                 | 48:57              | 44                 |
| 2002/03                                                                                                   | 12. (16)           | 30                 | 10                 | 06                 | 14                 | 58:74              | 36                 |
| Landesliga West                                                                                           |                    |                    |                    |                    |                    |                    |                    |
| 2003/04                                                                                                   | 01. (14)           | 26                 | 18                 | 0                  | 08                 | 68:41              | 54                 |
| telesystem Tirol Liga                                                                                     |                    |                    |                    |                    |                    |                    |                    |
| 2004/05                                                                                                   | 13. (16)           | 30                 | 10                 | 06                 | 14                 | 55:83              | 36                 |
| 2005/06                                                                                                   | 09. (16)           | 30                 | 11                 | 07                 | 12                 | 52:57              | 40                 |
| 2006/07                                                                                                   | 05. (16)           | 30                 | 14                 | 08                 | 08                 | 52:37              | 50                 |
| 2007/08                                                                                                   | 07. (16)           | 30                 | 12                 | 07                 | 11                 | 43:41              | 43                 |
| Legende                                                                                                   |                    |                    |                    |                    |                    |                    |                    |
| | Aufstieg           |                    |                    |                    |                    |                    |                    |
| | Abstieg            |                    |                    |                    |                    |                    |                    |
| K1 1995/96: Einführung der Dreipunkteregel. K2 Änderung des Meisterschaftsmodus und Umbenennung der Liga. |                    |                    |                    |                    |                    |                    |                    |

Nach 14 Jahren in der Tiroler Liga stieg der SV Innsbruck in der Saison 2002/03 in die Landesliga West ab, konnte jedoch 2003/04 mit Trainer Alois Heissenberger und Co-Trainer Horst Heissenberger den erneuten Aufstieg feiern.
Seit 2008–2020: Tiroler Liga
| seit 2008                                   | seit 2008      | seit 2008      | seit 2008      | seit 2008      | seit 2008      | seit 2008      | seit 2008      |
| Saison                                      | Platz (Teiln.) | Sp             | S              | U              | N              | Tore           | Pkt.           |
| UPC Tirol Liga                              | UPC Tirol Liga | UPC Tirol Liga | UPC Tirol Liga | UPC Tirol Liga | UPC Tirol Liga | UPC Tirol Liga | UPC Tirol Liga |
| ------------------------------------------- | -------------- | -------------- | -------------- | -------------- | -------------- | -------------- | -------------- |
| 2008/09 K1                                  | 12. (16)       | 30             | 09             | 10             | 11             | 47:55          | 37             |
| 2009/10                                     | 07. (16)       | 30             | 13             | 06             | 11             | 46:46          | 45             |
| 2010/11                                     | 09. (16)       | 30             | 11             | 08             | 11             | 78:60          | 41             |
| 2011/12                                     | 04. (16)       | 30             | 14             | 07             | 09             | 96:65          | 49             |
| 2012/13                                     | 08. (16)       | 30             | 12             | 07             | 11             | 59:54          | 43             |
| 2013/14                                     | 09. (16)       | 30             | 12             | 04             | 14             | 50:64          | 40             |
| 2014/15                                     | 03. (16)       | 30             | 18             | 01             | 11             | 71:37          | 55             |
| 2015/16                                     | 09. (16)       | 30             | 12             | 04             | 14             | 50:64          | 40             |
| 2016/17                                     | 08. (16)       | 30             | 13             | 04             | 13             | 40:45          | 43             |
| 2017/18                                     | 08. (16)       | 30             | 13             | 04             | 13             | 40:45          | 43             |
| 2018/19                                     | 08. (16)       | 30             | 12             | 02             | 16             | 61:57          | 38             |
| K1 1995/96: Einführung der Dreipunkteregel. |                |                |                |                |                |                |                |

Seit 2008 spielte der SV Innsbruck in der UPC Tirol Liga. Ein großer Erfolg war das Erreichen des Tiroler Cup-Finales 2015 unter Trainer Hans Glabonjat, der insgesamt 14 Jahre als Cheftrainer tätig war, und dem damit verbundenen erreichen des ÖFB-Cups. Hier kam es zum Gastspiel des SV Ried in der Wiesengasse.

2020/2021
In dieser von Corona geprägten Saison schaffte man als Zweiter den Aufstieg in die Regionalliga Tirol. Ein Highlight war wiederum der ÖFB-Cup. Gegner war SK Puntigamer Sturm Graz.

2021–2023
Durch Umstrukturierungen und Verjüngung der Kampfmannschaft kam es in weiterer Folge zum Abstieg in die Tiroler Liga und gleich darauf in die Landesliga West.

seit 2024
Die Kampfmannschaft des SV Innsbruck spielt aktuell in der Landesliga West.
Bekannte Spieler
Der mehrfache Nationalspieler sowie österreichische Meister, Michael Baur begann seine Fußballkarriere beim Sportverein Innsbruck, wo er von Meistertrainer Ernst Happel entdeckt wurde und zum FC Swarovski Tirol geholt wurde. Er startete dort seine Profikarriere.
Titel und Erfolge
- 1 × Meister der Alpenliga: 1979
- 10 Meister der Tiroler Liga: 1921, 1922, 1923, 1924, 1925, 1926, (Tiroler A-Klasse), 1944 (Tiroler Kreisliga, inoffiziell), 1954, 1962, 1972, 1977 (Tiroler Landesliga)
- 1 × Innsbrucker Stadthallenmeister

## Frauenfußball
Seit 2008: Frauenliga West bis Frauen Tiroler Liga
| seit 2008                                                                         | seit 2008       | seit 2008       | seit 2008       | seit 2008       | seit 2008       | seit 2008       | seit 2008       |
| Saison                                                                            | Platz (Teiln.)  | Sp              | S               | U               | N               | Tore            | Pkt.            |
| Frauenliga West                                                                   | Frauenliga West | Frauenliga West | Frauenliga West | Frauenliga West | Frauenliga West | Frauenliga West | Frauenliga West |
| --------------------------------------------------------------------------------- | --------------- | --------------- | --------------- | --------------- | --------------- | --------------- | --------------- |
| 2008/09                                                                           | 04. (6)         | 10              | 04              | 03              | 03              | 22:19           | 31              |
| 2009/10                                                                           | 05. (9)         | 16              | 05              | 04              | 07              | 28:27           | 19              |
| 2010/11                                                                           | keine Teilnahme | keine Teilnahme | keine Teilnahme | keine Teilnahme | keine Teilnahme | keine Teilnahme | keine Teilnahme |
| 2011/12                                                                           | 05. (12)        | 22              | 13              | 01              | 08              | 83:45           | 40              |
| Frauen Tiroler Liga                                                               |                 |                 |                 |                 |                 |                 |                 |
| 2012/13 K1                                                                        | 04. (8)         | 14              | 06              | 01              | 07              | 32:34           | 19              |
| 2013/14                                                                           | 06. (9)         | 16              | 06              | 02              | 08              | 36:41           | 20              |
| 2014/15                                                                           | 04. (9)         | 16              | 07              | 02              | 07              | 41:38           | 23              |
| 2015/16                                                                           | 06. (9)         | 16              | 06              | 02              | 08              | 36:41           | 20              |
| 2016/17                                                                           | 02. (10)        | 18              | 12              | 0               | 06              | 51:30           | 36              |
| 2017/18                                                                           | 03. (10)        | 18              | 13              | 01              | 04              | 70:25           | 40              |
| 2018/19                                                                           | 04. (10)        | 18              | 10              | 02              | 06              | 59:37           | 32              |
| Legende                                                                           |                 |                 |                 |                 |                 |                 |                 |
|                                                                                   | Aufstieg        |                 |                 |                 |                 |                 |                 |
| K1 Änderung des Meisterschaftsmodus und Einführung einer Tiroler Liga der Frauen. |                 |                 |                 |                 |                 |                 |                 |

Seit Sommer 2008 gibt es auch ein Frauenteam: Gegründet wurde die Mannschaft von Christian Dorner.
In der ersten Saison der Frauenliga West erreichten sie den vierten Platz. Ab 2012 spielt man in der Frauen Tiroler Liga.
Titel und Erfolge
- 3 × Sieger des TFV Frauen Cup: 2016, 2021, 2022, 2024
- Hypo Tirol Liga Meister: 2022
- 2 × TFV Hallenmeister: 2020, 2023